# Bukovany, Hodonín
Bukovany là một làng thuộc huyện Hodonín, vùng Jihomoravský, Cộng hòa Séc.